# Фукс, Александер
Александер Фукс (нем. Alexander Fuchs; родился 5 января 1997 года, Мюнхен, Германия) — немецкий футболист, полузащитник австрийского футбольного клуба «Аустрия (Клагенфурт)». 1 июля станет свободным агентом.

## Карьера
Александер Фукс — воспитанник «Мюнхен 1860». За резервную команду дебютировал 18 июля 2016 года в матче против «Ингольштадт 04 II», где забил гол. Из-за мышечных проблем, травмы большеберцовой кости и проблемы с коленом пропустил 136 дней. Всего за клуб сыграл 20 матчей, где забил 2 мяча и отдал 3 голевых передачи.
1 июля 2017 года перешёл в «Нюрнберг». Дебют за резервную команду состоялся через месяц, 1 августа, в матче против «Мюнхен 1860», где забил гол. За «Нюрнберг» дебютировал 18 ноября в матче 14-го тура Второй Бундеслиги против футбольного клуба «Хольштайн». 3 ноября 2018 года, в матче 10-м туре чемпионата Германии против «Аугсбурга», забил свой первый гол за «Нюрнберг». 21 июля 2019 года сломал плюсневую кость и выбыл на 87 дней. Всего за клуб сыграл 23 матчей, где забил 5 матчей и отдал 1 голевой пас.
24 января 2020 года перешёл в «Унтерхахинг». За клуб дебютировал в матче против футбольного клуба «Юрдинген 05». Всего за клуб сыграл 47 матчей, где отдал 2 голевых передачи: на Феликса Шрётера и на Доминика Штро-Энгеля.
1 июля 2021 года остался без клуба, а 21 октября 2021 года перешёл в «Аустрию (Клагенфурт)». Дебют за клуб состоялся через 2 дня в матче против «Вольфсберга». Из-за неизвестного повреждения, коронавируса и травмы бедра пропустил 242 дня. Всего за клуб сыграл 8 матчей.
1 июля 2022 года стал свободным агентом, а 1 января 2023 года вернулся в «Аустрию (Клагенфурт)». Сыграл всего 2 матча за резервную команду против «Фёлькермаркта» и «Шпитталь/Драу».